# Le Concierge du Bradbury
Pour plus de détails, voir Fiche technique et Distribution.
Le Concierge du Bradbury ou Le Concierge au Québec (For Love or Money) est un film américain réalisé par Barry Sonnenfeld et sorti en 1993. Il met en vedette Michael J. Fox et Gabrielle Anwar.
Le film ne rencontre pas le succès commercial espéré en Amérique du Nord, rapportant moins de la moitié de son budget de production initial avant d'être retiré des salles après seulement quatre semaines d'exploitation aux États-Unis. 

## Synopsis
Doug, jeune concierge du palace le Bradbury, veille au bien-être de tous ses clients. Mais, au fond de lui-même, il nourrit deux rêves. D'une part, séduire la jeune et jolie Andy qui tient le rayon parfumerie de l'hôtel, d'autre part construire son propre hôtel sur Roosevelt Island. Il possède déjà le terrain et les idées d'aménagement. Il ne lui manque donc plus que le financement. 

## Fiche technique
- Titre français : Le Concierge du Bradbury
- Titre québécois : Le Concierge
- Titre original : For Love or Money
- Réalisation : Barry Sonnenfeld
- Scénario : Mark Rosenthal et Lawrence Konner
- Direction artistique : Charley Beal
- Décors : Peter S. Larkin
- Costumes : Susan Lyall
- Directeur de la photographie : Oliver Wood
- Montage : Jim Miller
- Musique : Bruce Broughton
- Production : Brian Grazer

Producteur délégué : David T. Friendly
Coproducteur : Graham Place
- Société de production : Imagine Entertainment
- Distribution : Universal Pictures (États-Unis), United International Pictures (France)
- Budget : 30 millions de dollars[1]
- Pays de production :  États-Unis
- Format : Couleurs
- Genre : comédie romantique
- Durée : 96 minutes
- Dates de sortie[2] :
  - États-Unis : 1er octobre 1993
  - France : 9 mars 1994

## Distribution
- Michael J. Fox (VF : Luq Hamet) : Douglas « Doug » Ireland
- Gabrielle Anwar (VF : Rafaèle Moutier) : Andy Hart
- Anthony Higgins (VF : Edgar Givry) : Christian Hanover
- Michael Tucker (VF : Serge Lhorca) : Harry Wegman
- Bob Balaban (VF : Jean-Pierre Leroux) : Ed Drinkwater
- Udo Kier (VF : Jean-Luc Kayser) : Himmelman
- Fyvush Finkel (VF : Jacques Thébault) : Milton Glickman
- Dan Hedaya (VF : Bernard Tiphaine) : Gene Salvatore
- Patrick Breen (VF : Guy Chapellier) : Gary Taubin
- Debra Monk (VF : Arlette Thomas) : Mme Wegman
- Paula Laurence : Elinor Vigushin
- Daniel Hagen (VF : Vincent Grass) : Vincent
- Donna Mitchell (VF : Céline Monsarrat) : Eleanor Hanover
- Isaac Mizrahi (VF : Emmanuel Jacomy) : Julian Russell
- John Cunningham (VF : Joël Martineau) : Randall Brinkerhoff
- Susan Ringo : Mme Brinkerhoff
- Erick Avari (VF : Serge Blumenthal) : Benny

## Accueil
Bien que n'ayant pas reçu le succès espéré à sa sortie, il a depuis récupéré une certaine notoriété et est devenu un film culte.[réf. souhaitée]